# Vespa chrysopteraarmata
Vespa chrysopteraarmata är en getingart som beskrevs av Charles Joseph de Villers 1789. Vespa chrysopteraarmata ingår i släktet bålgetingar, och familjen getingar. Inga underarter finns listade i Catalogue of Life.